# Glaukos (Sohn des Priamos)
Glaukos (altgriechisch Γλαῦκος Glaúkos) war in der griechischen Mythologie der Sohn des Königs Priamos von Troja und einer Nebenfrau.
Er soll, genauso wie Glaukos, der Sohn des Hippolochos, mit Diomedes die Rüstung getauscht haben. Er wurde von Agamemnon mit dem Speer getötet.